# 嘉應之星
嘉應之星（英語：Ka Ying Star，來港前稱），是一匹曾在英國和香港出賽的已退役賽駒，來港後練馬師是告東尼。

## 簡介
來港前在英國四戰三冠一季的「嘉應之星」無論急彎車士達馬場抑或平坦的約克馬場均應付自如，來港前最後一仗於楠索普錦標日勝出尾場賽事。其後，「嘉應之星」被運來香港服役，加盟告東尼馬房。
2019年1月6日，「嘉應之星」於香港首次出賽便一出即勝，打開其在港的勝利之門。
2020年1月19日，田泰安策騎「嘉應之星」出戰國際一級賽董事盃，僅負於「夏威夷」及馬王「美麗傳承」，取得第三名。
2020年5月31日，史卓豐策騎「嘉應之星」勝出國際三級賽獅子山錦標。賽後，史卓豐說道：「當我取得領先及成功貼欄競跑後，我便能夠給予坐騎有回氣的空間。『志趣相投』早段及轉直路彎時均企圖向我們施壓，但這反而燃起坐騎的鬥心，令牠更集中力拼，因為馬兒通常在早段都會在前面放鬆競跑。今仗能在負重磅下贏馬，坐騎的表現實在極之出色，難得的是於衝線時牠仍能保持強勢。」練馬師告東尼說道：「『嘉應之星』今仗能取勝，確是實至名歸，它曾一再於一級賽中交出好表現，只是很多時與頭馬無緣。今日能奏凱而回，為馬兒在今季劃上一個完滿的句號。」他續說：「今日賽事形勢對牠有利，牠是匹需要沿途主宰步速的馬，只要牠能做到這一點，其他對手不易將牠超越。史卓豐今仗發揮出色，結果造出1分32.95秒的不俗頭馬時間，馬兒今次充分展現其實力。」
2021年1月24日，潘頓策騎「嘉應之星」出戰國際一級賽董事盃，僅負於「金鎗六十」及「川河尊駒」，取得第三名。
2022年2月20日，蔡明紹策騎「嘉應之星」出戰國際一級賽女皇銀禧紀念盃，僅負於「福逸」，取得第二名。
2022年5月22日，霍宏聲策騎「嘉應之星」出戰國際一級賽香港冠軍暨遮打盃，僅負於「將王」，取得第二名。
2023年4月4日，「嘉應之星」被獸醫發現左前腿不良於行，不僅退出主席錦標，並於4月28日宣告退役，正式結束其競賽生涯。

## 同父馬
曾於香港服役出賽並曾勝出大賽的同父馬包括：
- 當年情：曾勝出G3 皇太后紀念盃（2024）

## 在港勝出賽事全紀錄
| 比賽日期   | 賽事名稱             | 賽事班次 | 賽道 | 賽事路程 | 比賽馬場 | 名次 | 完成時間 | 騎師   |
| ---------- | -------------------- | -------- | ---- | -------- | -------- | ---- | -------- | ------ |
| 06/01/2019 | 龍崗讓賽             | 第二班   | 草地 | 1600米   | 沙田馬場 | 1    | 1:35.31  | 何澤堯 |
| 28/04/2019 | 富衛保險交通銀行讓賽 | 第二班   | 草地 | 1600米   | 沙田馬場 | 1    | 1:33.93  | 何澤堯 |
| 31/05/2020 | 獅子山錦標（讓賽）   | G3       | 草地 | 1600米   | 沙田馬場 | 1    | 1:32.95  | 史卓豐 |
| 13/03/2021 | 鴨脷洲讓賽           | 第一班   | 草地 | 1600米   | 沙田馬場 | 1    | 1:33.63  | 潘頓   |

## 在港一級賽出賽全紀錄
| 比賽日期   | 賽事名稱           | 賽事班次 | 賽道 | 賽事路程 | 比賽馬場 | 名次 | 完成時間 | 騎師   |
| ---------- | ------------------ | -------- | ---- | -------- | -------- | ---- | -------- | ------ |
| 08/12/2019 | 浪琴表香港一哩錦標 | G1       | 草地 | 1600米   | 沙田馬場 | 9    | 1:33.92  | 田泰安 |
| 19/01/2020 | 董事盃             | G1       | 草地 | 1600米   | 沙田馬場 | 3    | 1:33.75  | 田泰安 |
| 16/02/2020 | 女皇銀禧紀念盃     | G1       | 草地 | 1400米   | 沙田馬場 | 9    | 1:21.73  | 史賓沙 |
| 26/04/2020 | 富衛保險冠軍一哩賽 | G1       | 草地 | 1600米   | 沙田馬場 | 6    | 1:34.08  | 賀銘年 |
| 13/12/2020 | 浪琴表香港一哩錦標 | G1       | 草地 | 1600米   | 沙田馬場 | 8    | 1:35.22  | 史卓豐 |
| 24/01/2021 | 董事盃             | G1       | 草地 | 1600米   | 沙田馬場 | 3    | 1:33.49  | 潘頓   |
| 21/02/2021 | 女皇銀禧紀念盃     | G1       | 草地 | 1400米   | 沙田馬場 | 5    | 1:21.09  | 潘頓   |
| 25/04/2021 | 富衛保險冠軍一哩賽 | G1       | 草地 | 1600米   | 沙田馬場 | 5    | 1:34.08  | 潘頓   |
| 12/12/2021 | 浪琴表香港盃       | G1       | 草地 | 2000米   | 沙田馬場 | 10   | 2:02.10  | 蔡明紹 |
| 20/02/2022 | 女皇銀禧紀念盃     | G1       | 草地 | 1400米   | 沙田馬場 | 2    | 1:23.67  | 蔡明紹 |
| 24/04/2022 | 富衛保險女皇盃     | G1       | 草地 | 2000米   | 沙田馬場 | 4    | 2:00.50  | 霍宏聲 |
| 22/05/2022 | 渣打冠軍暨遮打盃   | G1       | 草地 | 2400米   | 沙田馬場 | 2    | 2:26.96  | 霍宏聲 |
| 11/12/2022 | 浪琴香港盃         | G1       | 草地 | 2000米   | 沙田馬場 | 8    | 2:01.15  | 霍宏聲 |
| 26/02/2023 | 花旗銀行香港金盃   | G1       | 草地 | 2000米   | 沙田馬場 | 7    | 2:03.47  | 麥道朗 |

## 外部連結
- . 2020-05-31  [2020-05-31]. （原始内容存档于2020-09-22）.